# Silberstein Park Building

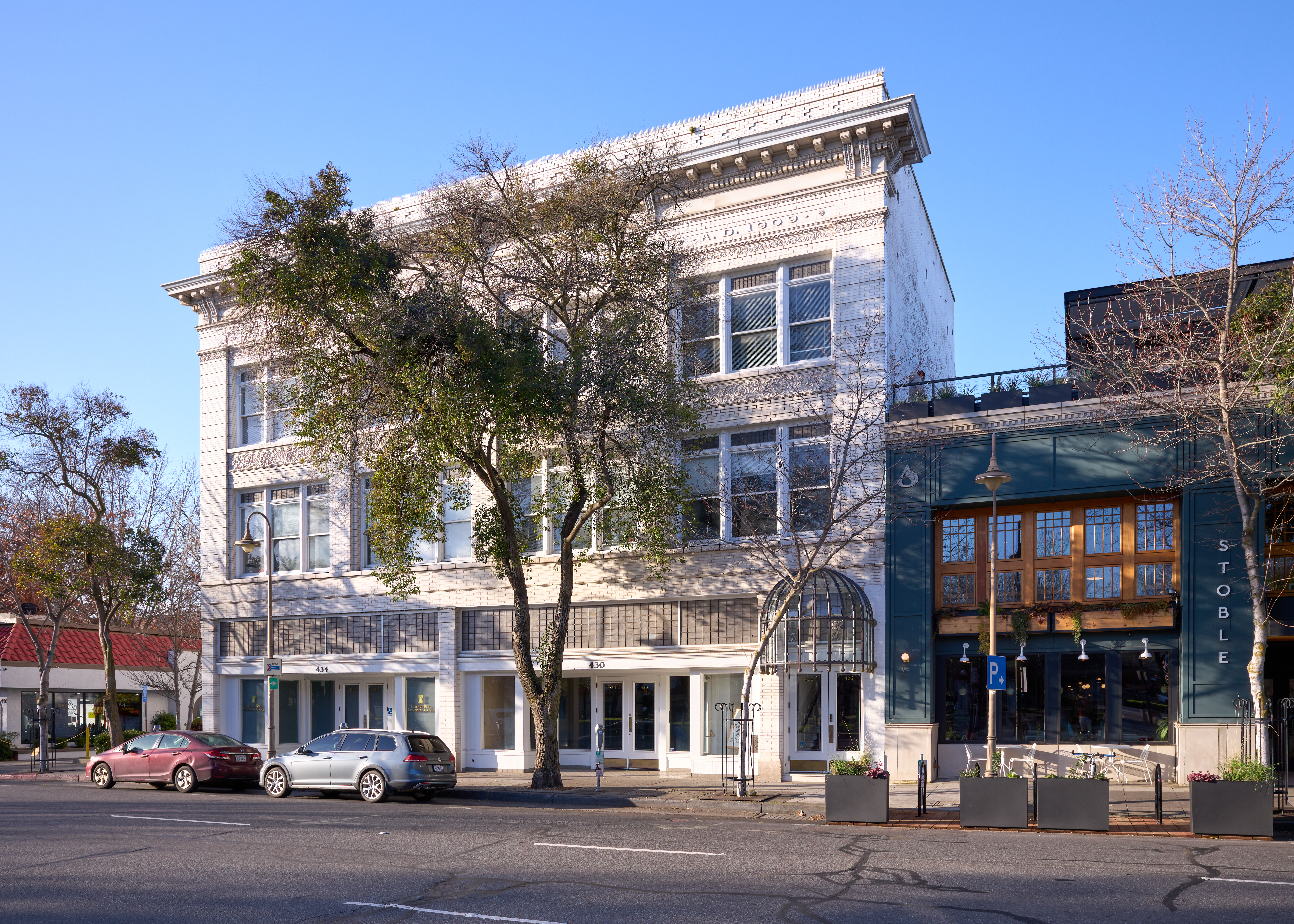
Das Silberstein Park Building im Februar 2024

Das Silberstein Park Building ist ein historisches Geschäftshaus in der Innenstadt von Chico, Kalifornien. Das 1909 fertiggestellte dreistöckige Gebäude liegt direkt gegenüber der zentralen City Plaza, einem kleinen Park im Herzen der Stadt. Es ist seit 1983 im National Register of Historic Places, der offiziellen Liste von Kulturdenkmälern in den Vereinigten Staaten, verzeichnet. Laut der Denkmalliste ist das Silberstein Park Building „der einzige Vertreter eines Gebäudes mit glasierten Terrakotta-Ziegeln in der Gegend von Chico und das einzige Geschäftshaus in der Region, das in seiner Größe an die Geschäftshäuser der frühen 1900er Jahre erinnert, die in städtischen Gebieten wie San Francisco und Oakland üblich waren.“

## Beschreibung und Lage
Bei dem Silberstein Park Building handelt es sich um ein rechteckiges Backsteingebäude, dessen Straßenfassade mit glasierten weißen Terrakotta-Ziegeln verkleidet ist. Den oberen Abschluss des dreistöckigen Gebäudes bildet ein kunstvolles, mit Konsolen verziertes Gesims unter einer Brüstung. Tafeln unterhalb der Konsolen geben den Namen des Gebäudes und das Jahr der Fertigstellung an. Der Eintrag in das National Register of Historic Places beschreibt den Gesamteindruck des Silberstein Park Buildings als denjenigen „eines kleinen städtischen Bürogebäudes aus dem frühen 20. Jahrhundert, das sich von allen anderen Geschäftsgebäuden in der Gegend unterscheidet.“
Das Silberstein Park Building liegt auf der westlichen Seite von Chicos City Plaza und trägt die Hausnummern 426, 430 und 434 Broadway. Zusammen mit dem Waterland-Breslauer Building, dem Municipal Building und dem direkt auf der gegenüberliegenden Straßenseite liegenden Postamt bildet das Gebäude ein Ensemble aus der Zeit des kommerziellen Aufschwungs Chicos, in der einstöckige Holzkonstruktionen durch repräsentativere Gebäude ersetzt wurden.

## Geschichte

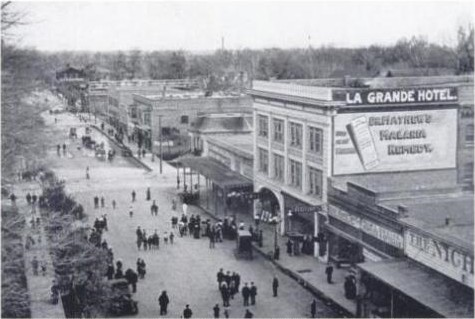
Das Silberstein Park Building auf einer Fotografie aus dem Jahr 1914. Bis 1981 wurde das Obergeschoss des Gebäudes als La Grande Hotel genutzt.

Das Silberstein Park Building wurde von dem in Polen geborenen jüdischen Geschäftsmann Herman Silberstein (1856–1925) im Frühjahr 1909 in Auftrag gegeben. Silberstein war, aus Deutschland kommend, gemeinsam mit seiner Frau Yettle (1855–1930) und Tochter Hannah in die Vereinigten Staaten ausgewandert. Im Jahr 1877 ließ er seine Frau und sein Kind in New York bei Verwandten zurück und machte sich nach Chico in den Westen der Vereinigten Staaten auf, wo er zunächst auf dem Rancho Bidwell arbeitete, um Geld für den Nachzug seiner Familie anzusparen. Nachdem Yettle und Hannah 1878 in Chico angekommen waren, gründete Silberstein ein kleines Tabakgeschäft, das er später zu einem Herrenausstatter erweiterte. 1884 erwarb er das Grundstück, auf dem heute das nach ihm benannte Gebäude steht.
Als Architekten engagierte Silberstein A. J. Bryan, der seit den 1870er Jahren in Chico tätig war und der gegen Ende der 1880er Jahre bereits das Gebäude der Chico Normal School, den Vorläufer der heutigen California State University, Chico entworfen hatte. Für den Bau war die lokale Firma Bernight and Kennedy zuständig und mit der Ausführung der Heizungs- und Sanitäranlage beauftragte Silberstein die Firma W. F. Pilgrim. Im März 1910 hob die Zeitung Chico Daily Enterprise hervor, dass Silberstein keine Kosten gescheut habe und das Gebäude für lange Zeit „ein gutes Licht auf die Stadt Chico werfen“ würde.
1912 oder 1913 wandelte Silberstein seine Büroräume im zweiten und dritten Stock des Gebäudes in ein Hotel um, das er „La Grande“ nannte. Im November 1912 wurde das Lyric Theatre im Erdgeschoss des Gebäudes eröffnet. 1924 brach im Lyric Theatre ein Feuer aus, dass das Erdgeschoss und ein Hotelzimmer beschädigte. Nach dem Brand wurde das Erdgeschoss wieder in Verkaufsflächen für den Einzelhandel umgewandelt. Bei Silbersteins Tod im Jahr 1925 ging der Besitz des Gebäudes an seine Frau Yettle über. Die Erben Yettles verkauften das Gebäude im Jahr 1979 schließlich an die Bank of America.
Der Eintrag in das National Register of Historic Places sieht in dem Silberstein Park Building eine Manifestation des „American Dream“ der Immigranten Herman und Yettle Silberstein.